# Benjamin Bocio
Selin Benjamin Bocio Richardson (ur. 27 kwietnia 1996 w Santo Domingo) – dominikański przedsiębiorca, humanitarysta i model.
Ma latyno-europejskie, angielskie i aszkenazyjskie pochodzenie. Uzyskał stopień doktora w dziedzinie stomatologia na Uniwersytecie Iberoamerykańskim (UNIBE) w Santo Domingo oraz na Uniwersytecie Bostońskim.

## Działalność humanitarna
Po trzęsieniu ziemi na Haiti, które spowodowało niedobór zasobów medycznych na wyspie Hispaniola, Benjamin rozpoczął swoją działalność humanitarną, koncentrując się głównie na wspieraniu najbardziej narażonych społeczności na południu Dominikany.
Benjamin reprezentował Dominikanę oraz Amerykę Łacińską na One Young World w Londynie, Wielka Brytania, w 2019 roku.
Podczas krytycznych momentów pandemii COVID-19 uruchomił inicjatywę Vital Boxes, mającą na celu ograniczenie rozprzestrzeniania się wirusa i wsparcie najbardziej narażonych osób.

## Nagrody i wyróżnienia
W 2021 roku otrzymał Diana Award. Na Dominikanie w 2019 roku został wyróżniony Nagrodą Narodową Wolontariatu Solidarne, przyznaną przez Wiceprezydencję i ONZ. W 2022 roku otrzymał Nagrodę Narodową Młodzieży, przyznaną przez Prezydenta Republiki Dominikańskiej oraz Ministerstwo Młodzieży.